# Piélago

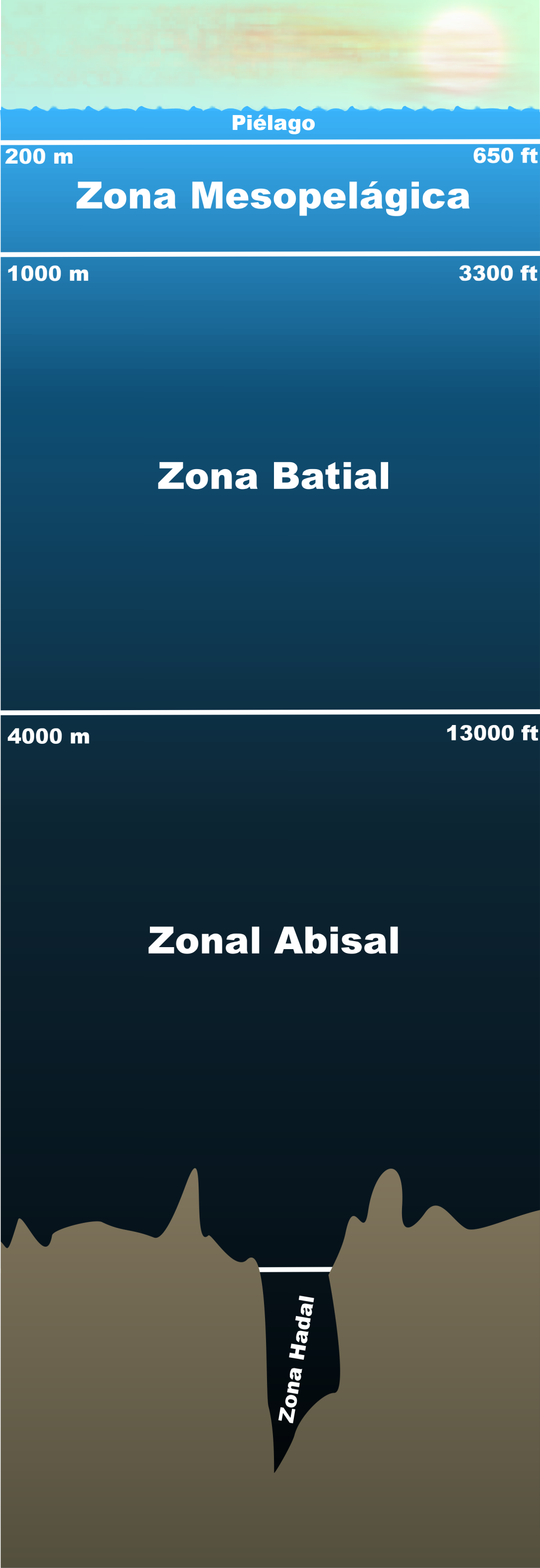
Diagrama de los niveles de la zona pelágica.

El piélago (del griego πέλαγος -pélagos-, 'mar abierto') es la parte de agua perteneciente a la columna de agua del océano abierto, es decir, aquellas zonas que no se hallen sobre una plataforma continental. En oceanografía, las zonas que comprenden el piélago son denominadas zonas pelágicas. Los organismos que la habitan son asimismo pelágicos. Puede dividirse a su vez en regiones según la profundidad. La zona pelágica puede considerarse como un cilindro o columna de agua imaginaria entre la superficie del mar y el fondo. Las condiciones de la columna de agua cambian con la profundidad: la presión aumenta, la temperatura y la luz disminuyen, y la salinidad, el oxígeno y los micronutrientes (como el hierro, el magnesio o el calcio) cambian.
La zona pelágica excluye las aguas situadas sobre plataformas continentales: la zona litoral (o intermareal) y la zona nerítica.
La vida marina se ve afectada por la batimetría (topografía submarina), incluyendo entre otros el lecho marino, líneas de costa o montes submarinos, así como por la proximidad al borde entre el océano y la atmósfera en la superficie del océano, que aporta luz para la fotosíntesis, depredación desde arriba y vientos que agitan las olas y ponen en movimiento las corrientes. La zona pelágica se refiere a las aguas abiertas y libres alejadas de la costa, donde la vida marina puede nadar libremente en cualquier dirección, sin obstáculos topográficos.
La zona oceánica es el océano abierto y profundo más allá de la plataforma continental, en contraste con las aguas costeras cerca de la costa, como en los estuarios o en la plataforma continental. Las aguas de la zona oceánica se sumergen hasta las profundidades del abisopelágico (o zona abisal) y más allá hasta el hadopelágico (o zona hadal). Las aguas costeras suelen ser las relativamente poco profundas epipelágicas. En total, la zona pelágica ocupa 1.330 millones de km³ con una profundidad media de 3.68 km y una profundidad máxima de 11 km. La vida pelágica disminuye a medida que aumenta la profundidad.
La zona pelágica contrasta con las zonas béntica y demersal del fondo del mar. La zona béntica es la región ecológica en el fondo mismo, que incluye la superficie del sedimento y algunas capas subsuperficiales. Organismos marinos como las almejas y los cangrejos que viven en esta zona se denominan bentos. Justo por encima de la zona béntica se encuentra la zona demersal. Los peces demersales pueden dividirse en peces bentónicos, que son más densos que el agua y descansan en el fondo, y peces bentopelágicos, que nadan justo por encima del fondo. Los peces demersales también se conocen como peces de fondo.

## Divisiones
Esta zona se divide en un número de subzonas, basadas en sus diferentes características ecológicas (que más o menos indican su profundidad). La zona pelágica está subdividida en cinco regiones verticales. De arriba abajo, estas zonas son:

### Zona epipelágica
De la superficie hasta los 200 m aproximadamente. Es la zona donde hay suficiente luz para realizar la fotosíntesis, y por tanto están muy concentrados los animales y plantas, incluyendo plancton, algas flotantes y medusas. Aquí típicamente encontramos peces como atún y muchos tiburones y delfines y marsopas.

### Zona mesopelágica
De los 200 m hasta los 1000 m de profundidad, aproximadamente. Es la zona de penumbra. Aunque penetra un poco de luz hasta esta profundidad, es insuficiente para la fotosíntesis. El nombre viene del prefijo griego μέσον, 'intermedio'. Los organismos más abundantes que crecen en la zona mesopelágica son bacterias heterotróficas. Entre los animales que habitan esta zona están los peces espada, calamares, peces lobo y algunas especies de sepias. Muchos de los organismos que habitan esta zona son bioluminiscentes. Algunas criaturas mesopelágicas suben a la zona epipelágica en las noches a alimentarse.

### Zona antropelágica
1000 m aproximadamente. Zona de transición, en algunas fosas existe presencia de material orgánico, no existen plantas vivas.

### Zona batipelágica
De los 1000 m hasta los 4000 m aproximadamente. Del griego βάθος (bathos), 'profundidad', y βαθύς (bathys), 'profundo'. A esta profundidad el océano está prácticamente en completa oscuridad (solo con excepción de la ocasional bioluminiscencia de algunos organismos, como los lophiiformes). No hay plantas vivas, y la mayoría de los animales sobreviven consumiendo el detrito conocido como nieve marina (que cae de los niveles superiores), o depredando a otros (como los peces hacha). Los calamares gigantes viven en este nivel, y son cazados por los cachalotes.

### Zona abisopelágica
De los 4000 metros hasta el lecho marino. La luz no existe aquí, la mayoría de sus habitantes son ciegos y transparentes. El nombre viene del prefijo griego άβυσσος (ábyssos), 'abismo', o sea, sin fondo (un remanente de los tiempos en que se creía que el océano no tenía fondo). Entre las escasas criaturas que viven en las frías temperaturas, las altas presiones y la completa oscuridad de este lugar se encuentran varias especies de calamares; equinodermos, como la estrella euryalina, pepinos de mar y cerdos de mar; y artrópodos marinos, como las arañas de mar. Muchas especies de estas profundidades son transparentes y no tienen ojos.

### Zona hadopelágica (o zona hadal)
La zona que está dentro de las fosas oceánicas. El nombre viene del prefijo griego Hades, el inframundo. Esta es la parte más profunda del océano a más de 6000 metros o 6500 metros, dependiendo del autor. Esta zona es desconocida en un 90% y muy pocas especies se han observado viviendo aquí.